# Senožete, Laško
Senožete je naselje v Občini Laško.